# Međuopćinska nogometna liga Daruvar – Virovitica 1976./77.
Međuopćinska nogometna liga Daruvar – Virovitica je bila liga petog stupnja nogometnog prvenstva Jugoslavije u sezoni 1976./77. 
 
Sudjelovalo je ukupno 14 klubova, a prvak je bila "Zdenka" iz Velikih Zdenaca. 

## Ljestvica
| mj. | klub                     | ut.                        | pob.                       | ner.                       | por.                       | gol+                       | gol-                       | bod                        |
| --- | ------------------------ | -------------------------- | -------------------------- | -------------------------- | -------------------------- | -------------------------- | -------------------------- | -------------------------- |
| 1.  | Zdenka Veliki Zdenci     | 24                         | 16                         | 5                          | 3                          | 89                         | 37                         | 37                         |
| 2.  | Slavonac Lipik           | 24                         | 14                         | 4                          | 6                          | 69                         | 43                         | 32                         |
| 3.  | Partizan Suhopolje       | 24                         | 14                         | 3                          | 7                          | 91                         | 53                         | 31                         |
| 4.  | Omladinac Korija         | 24                         | 13                         | 4                          | 7                          | 68                         | 50                         | 30                         |
| 5.  | Hajduk Pakrac            | 24                         | 11                         | 4                          | 9                          | 49                         | 37                         | 26                         |
| 6.  | Proleter Lukač           | 24                         | 11                         | 4                          | 9                          | 60                         | 52                         | 26                         |
| 7.  | Bilogora Špišić Bukovica | 24                         | 11                         | 3                          | 9                          | 58                         | 54                         | 25                         |
| 8.  | Drava Terezino Polje     | 24                         | 9                          | 5                          | 10                         | 53                         | 66                         | 23                         |
| 9.  | Borac Virovitica         | 24                         | 7                          | 6                          | 11                         | 68                         | 76                         | 20                         |
| 10. | Crvena zvezda Obilićevo  | 24                         | 6                          | 5                          | 13                         | 56                         | 77                         | 17                         |
| 11. | Proleter Bušetina        | 24                         | 6                          | 3                          | 15                         | 46                         | 81                         | 15                         |
| 12. | Radnik Veliki Grđevac    | 24                         | 5                          | 4                          | 15                         | 60                         | 91                         | 14                         |
| 13. | Zvijezda Turanovac       | 24                         | 5                          | 4                          | 15                         | 31                         | 84                         | 14                         |
|     | Sokol Sokolovac          | odustali tijekom prvenstva | odustali tijekom prvenstva | odustali tijekom prvenstva | odustali tijekom prvenstva | odustali tijekom prvenstva | odustali tijekom prvenstva | odustali tijekom prvenstva |

- Novo Obilićevo (također i kao Obilićevo) – tadašnji naziv za Zvonimirovo

## Rezultatska križaljka
| kratica | klub                     | BOL | BOR | CRVZ | DRA | HAJ | OML | PAR | PROB | PROL | RAD | SLA | ZDE | ZVI | SOK |
| --- | ------------------------ | --- | --- | ---- | --- | --- | --- | --- | ---- | ---- | --- | --- | --- | --- | --- |
| BIL | Bilogora Špišić Bukovica |     |     |      |     |     |     |     |      |      |     |     |     |     |     |
| BOR | Borac Virovitica         |     |     |      |     |     |     |     |      |      |     |     |     |     |     |
| CRVZ | Crvena zvezda Obilićevo  |     |     |      |     |     |     |     |      |      |     |     |     |     |     |
| DRA | Drava Terezino Polje     |     |     |      |     |     |     |     |      |      |     |     |     |     |     |
| HAJ | Hajduk Pakrac            |     |     |      |     |     |     |     |      |      |     |     |     |     |     |
| OML | Omladinac Korija         |     |     |      |     |     |     |     |      |      |     |     |     |     |     |
| PAR | Partizan Suhopolje       |     |     |      |     |     |     |     |      |      |     |     |     |     |     |
| PROB | Proleter Bušetina        |     |     |      |     |     |     |     |      |      |     |     |     |     |     |
| PROL | Proleter Lukač           |     |     |      |     |     |     |     |      |      |     |     |     |     |     |
| RAD | Radnik Veliki Grđevac    |     |     |      |     |     |     |     |      |      |     |     |     |     |     |
| SLA | Slavonac Lipik           |     |     |      |     |     |     |     |      |      |     |     |     |     |     |
| ZDE | Zdenka Veliki Zdenci     |     |     |      |     |     |     |     |      |      |     |     |     |     |     |
| ZVI | Zvijezda Turanovac       |     |     |      |     |     |     |     |      |      |     |     |     |     |     |
| SOK | Sokol Sokolovac          |     |     |      |     |     |     |     |      |      |     |     |     |     |     |
| |                          |     |     |      |     |     |     |     |      |      |     |     |     |     |     |
| podebljan rezultat - utakmice od 1. do 13. kola (1. utakmica između klubova) rezultat normalne debljine - utakmice od 14. do 26. kola (2. utakmica između klubova) rezultat nakošen - nije vidljiv redoslijed odigravanja međusobnih utakmica iz dostupnih izvora rezultat smanjen * - iz dostupnih izvora nije uočljiv domaćin susreta prekrižen rezultat - poništena ili brisana utakmica p - utakmica prekinuta 3:0 p.f. / 0:3 p.f. - rezultat 3:0 bez borbe n.i. - nije igrano |                          |     |     |      |     |     |     |     |      |      |     |     |     |     |     |

 Izvori: